# Antonio Valente
Antonio Valente fue un compositor, organista y clavecinista italiano del siglo XVI, cuyas fechas de nacimiento y fallecimiento no son seguras, pero se estiman en los años 1520 y 1580 respectivamente
Fue ciego desde la infancia, y fue organista en la Iglesia de Sant'Angelo a Nilo de Nápoles entre los años 1565 y 1580. 

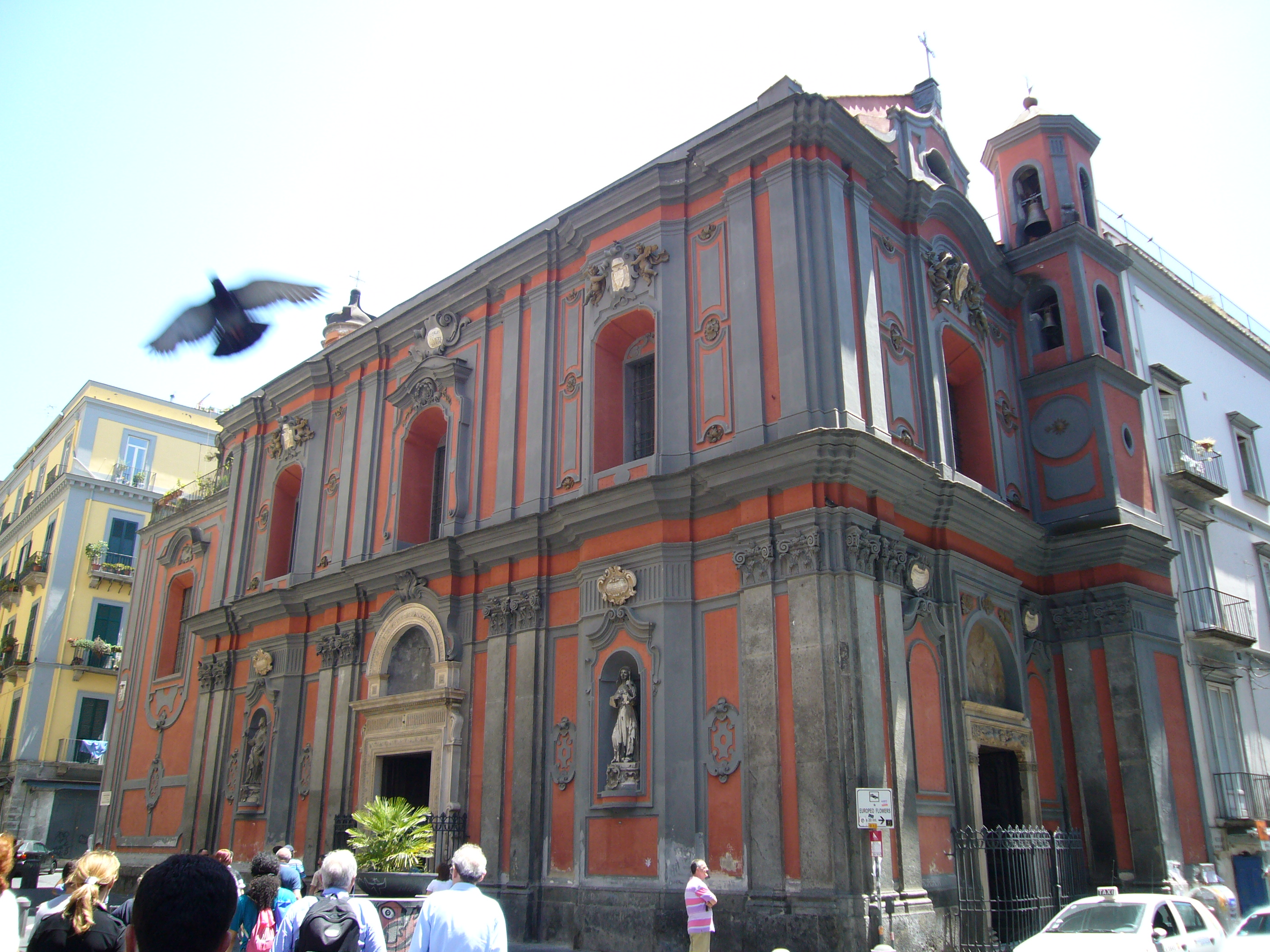
Sant'Angelo a Nilo de Nápoles, donde trabajó Valente.

En 1576, escribió su Intavolatura de cimbalo (Tablatura de clavecín), compuesta, entre otras piezas, por seis ricercares. En 1580, año de su fallecimiento, publicó sus Versi spirituali (Versos espirituales).